# Czornowskij
Czornowskij (ros. Черновский) – osiedle w Rosji, w obwodzie samarskim, w rejonie wołżskim. W 2010 liczyło 2426 mieszkańców.